# Runaway Train (Soul-Asylum-Lied)
Runaway Train ist ein Lied der US-amerikanischen Alternative-Rockband Soul Asylum aus dem Jahr 1992. Es wurde von Dave Pirner geschrieben und am 1. Juni 1993 als vierte Single des Albums Grave Dancers Union ausgekoppelt.

## Hintergrund
Runaway Train wurde von Dave Pirner geschrieben und von Michael Beinhorn produziert. Es erschien im Juni 1993 über das Label Columbia Records als Single. Es handelt sich um einen hauptsächlich mit akustischen Gitarren begleiteten, in Moll gehaltenen Midtempo-Alternative-Rock-Song, der auch einen akustischen Soloteil aufweist. Ursprünglich beschrieb der Songtext Pirners Depression: „Runaway train, never goin’ back / Wrong way, on a one way track / Seems like I should be gettin’ somewhere / Somehow I’m neither here nor there“. Nicht zuletzt durch das bekannte Musikvideo kommt jedoch die Bedeutungsebene verschwundener und vermisster junger Menschen hinzu.
In den Bravo-Jahrescharts 1993 erreichte Runaway Train mit 306 Punkten den zwölften Platz.

## Musikvideo
Das Musikvideo zu dem Song existiert in verschiedenen Versionen, Regie führte Tony Kaye. Es zeigt die Band, die den Song spielt und zwischendurch immer wieder Bilder verschwundener und vermisster junger Menschen mit deren Namen und dem Jahr, seit sie vermisst sind, sowie fiktive Szenen, was aus diesen geworden sein könnte. Für einige Länder wurde das Video mit unterschiedlichen Introtexten versehen, so in den USA „There are over one million youth lost on the streets of America“ oder im Vereinigten Königreich „100,000 youth are lost on the streets of Britain“. Am Ende wurde in einigen Versionen ein Statement von Dave Pirner eingeblendet: "If you’ve seen one of these kids, or you are one of them, please call this number". MTV zeigte das Statement nicht, VH-1 veröffentlichte es. Bis zu 26 verschiedene Vermisstenfälle konnten durch das Video, das für die unterschiedlichen Regionen auch unterschiedliche Vermisste zeigte, aufgeklärt werden, darunter auch Mordfälle. Das Video wurde bei YouTube über 219 Millionen Mal abgerufen.

## Kommerzieller Erfolg

### Chartplatzierungen
Die Single wurde ein weltweiter Erfolg für Soul Asylum und brachte der Gruppe in den meisten Ländern Top-Ten-Positionen ein. In den US-amerikanischen Billboard Hot 100 erreichte sie Platz fünf sowie Platz sieben im Vereinigten Königreich. In Deutschland erreichte sie Platz vier, in Österreich Platz drei und in der Schweiz Platz zwei.
| ChartsChartplatzierungen       | Höchstplatzierung | Wochen |
| ------------------------------ | ----------------- | ------ |
| Deutschland (GfK)              | 4 (34 Wo.)        | 34     |
| Österreich (Ö3)                | 3 (18 Wo.)        | 18     |
| Schweiz (IFPI)                 | 2 (28 Wo.)        | 28     |
| Vereinigte Staaten (Billboard) | 5 (26 Wo.)        | 26     |
| Vereinigtes Königreich (OCC)   | 7 (19 Wo.)        | 19     |

| ChartsJahrescharts (1993)      | Platzierung |
| ------------------------------ | ----------- |
| Deutschland (GfK)              | 18          |
| Österreich (Ö3)                | 11          |
| Schweiz (IFPI)                 | 19          |
| Vereinigte Staaten (Billboard) | 22          |

### Auszeichnungen für Musikverkäufe
| Land/Region                  | Auszeichnungen für Musikverkäufe (Land/Region, Auszeichnung, Verkäufe) | Verkäufe  |
| ---------------------------- | ---------------------------------------------------------------------- | --------- |
| Australien (ARIA)            | Gold                                                                   | 35.000    |
| Deutschland (BVMI)           | Gold                                                                   | 250.000   |
| Kanada (MC)                  | 2× Platin                                                              | 160.000   |
| Neuseeland (RMNZ)            | Platin                                                                 | 30.000    |
| Österreich (IFPI)            | Gold                                                                   | 25.000    |
| Schweden (IFPI)              | Gold                                                                   | 25.000    |
| Vereinigte Staaten (RIAA)    | 2× Platin                                                              | 2.000.000 |
| Vereinigtes Königreich (BPI) | Silber                                                                 | 200.000   |
| Insgesamt                    | 1× Silber · 4× Gold · 5× Platin ·                                      | 2.725.000 |